# Uramya indita
Uramya indita là một loài ruồi trong họ Tachinidae.